# Fritz Krauskopf
Fritz Krauskopf (* 7. November 1882 in Rastenburg; † Dezember 1945 in Königsberg) war ein Fotograf, der insbesondere für die Erinnerung an das frühere Königsberg wichtige Werke schuf.

## Biografie
Fritz Krauskopf war der älteste Sohn von Ludwig Krauskopf und Luise Auguste Rogall. Nach einer Ausbildung zum Fotografen eröffnete er 1908 sein erstes Atelier im Ostseebad Cranz. Später eröffnete er ein Fotoatelier im Zentrum von Königsberg (Steindamm 64). Er sah sich vor allem als Fotograf von „Kinder-, Moment- und Interieuraufnahmen“.
Fritz Krauskopf war mit Anna Ida Liedtke verheiratet, das Paar hatte vier Kinder.
Krauskopf hielt das Leben von Königsberg und anderen Orten in Ostpreußen in vielen Aufnahmen fest. Auch zahlreiche Postkarten beruhten auf seinen Motiven. Berühmt wurde er mit Fotografien des brennenden, zerstörten Königsberg nach den alliierten Luftangriffen auf die Stadt Ende August 1944. Später bezeugte er fotografisch auch das Leben der Bevölkerung mit den Zerstörungen in der Stadt.
In Schleswig, später in Zeven, betrieb die Familie Krauskopf nach 1945 ein Fotogeschäft und handelte auch mit neuerlichen Reproduktionen der alten Aufnahmen des Firmengründers, die auch in vielen Büchern über Königsberg abgedruckt wurden. Das daraus entstandene Fotoarchiv ging schließlich an das Ostpreußische Landesmuseum.